# Городищи (Большемурашкинский район)
Городи́щи — деревня в Большемурашкинском районе Нижегородской области России. Входит в состав Холязинского сельсовета.

## История
В 1925 году на основании решений общих собраний граждан был образован исполнительный комитет Кишки́нского сельского Совета с населёнными пунктами: с. Кишкино́, д. Городищи, д. Чернуха, с. Папулово, д. Рамешки, д. Красненькая, д. Б. Курашки.
По данным Всесоюзной переписи мелкой (нецензовой, в частности ремесленной) промышленности 1929—1930 годов (по плану, согласованному Центральным статистическим управлением СССР с ВСНХ), деревня входила в Лубянецкое онучное гнездо по производству онучного сукна, в которое кроме неё входили ещё сёла Лубянцы (оно выступало центральной усадьбой), Папулово, Холязино, Шахманово, а также деревня Чернуха.
В трёх километрах на север от деревни вплоть до 1950-х годов было налажено дегтярное производство. Выкуркой дёгтя местные жители занимались с глубокой осени по март посреди лесного массива под названием Дегтярка. Он представляет собой заросли орешника на расстоянии 2 км южнее урочища, известного под названием Сосно́вка.
В апреле 1963 года Большемурашкинский район был расформирован, его территории переданы в подчинение Кстовскому, Лысковскому и Перевозскому районам. Селения Кишки́нского сельского Совета депутатов трудящихся Большемурашкинского района Горьковской области, в состав которого на тот момент входили и Городищи, были переданы в Кстовский район.
27 января 1965 года Большемурашкинский район был восстановлен на прежней территории. От Кстовского района он получил селения Кишкинского сельского совета, в том числе и Городищи. В 2002 году к Кишкинской сельской администрации относилось 10 населённых пунктов: с. Кишкино, д. Городищи, д. Рамешки, с. Папулово, д. Б. Курашки, д. Красненькая, д. Чернуха, д. Андрейково, д. Бурныковка, д. Крашово. 7 сентября 2009 года Кишкинский сельсовет Большемурашкинского района Нижегородской области прекратил существование, и деревня Городищи вошла в объединённый Холязинский сельсовет.

## География
Деревня находится в центральной части Нижегородской области, в зоне хвойно-широколиственных лесов, на правом берегу реки Сундовик, к западу от автодороги 22К-0162, на расстоянии приблизительно 9 километров (по прямой) к северо-северо-западу (NNW) от Большого Мурашкина, административного центра района. Абсолютная высота — 105 метров над уровнем моря.
Климат
Климат характеризуется как умеренно континентальный, с коротким тёплым летом и холодной снежной зимой. Среднегодовая температура — 3,4 °C. Средняя температура воздуха самого тёплого месяца (июля) — 16,9 °C (абсолютный максимум — 37 °C); самого холодного (января) — −12,2 °C (абсолютный минимум — −45 °C). Среднегодовое количество атмосферных осадков составляет около 450—550 мм, из которых 387 мм выпадает в период с апреля по октябрь.
Часовой пояс
Деревня Городищи, как и вся Нижегородская область, находится в часовой зоне МСК (московское время). Смещение применяемого времени относительно UTC составляет +3:00.

## Население
| 1999 | 2002 | 2010 |
| ---- | ---- | ---- |
| 21   | ↗30  | ↘2   |

Национальный состав
Согласно результатам переписи 2002 года, в национальной структуре населения русские составляли 97 %.